# 日本の政党別の国会議員数
日本の政党別の国会議員数（にほんのせいとうべつのこっかいぎいんすう）では、日本の政党別の国会議員数（議席数）の変遷を掲載する。太字は与党・野党の各第一党。

## 衆議院
衆議院議員の議席数。

### 戦前（帝国議会）：1890年（明治23年） - 1942年（昭和17年）
（）は院内会派
| 選挙回 | 年月日                    | 定数 | 第1党              | 第2党                 | 第3党                 | 第4党                 | 第5党                          | その他 | 総理大臣        |
| ------ | ------------------------- | ---- | ------------------ | --------------------- | --------------------- | --------------------- | ------------------------------ | ------ | --------------- |
| 第1回  | 1890年（明治23年）7月1日  | 300  | （立憲）自由党 130 | （大成会） （79）     | 立憲改進党 41         | 国民自由党 5          |                                | 45     | 山縣有朋（1）   |
| 第2回  | 1892年（明治25年）2月15日 | 300  | 自由党 94          | （中央交渉会） （81） | 立憲改進党 38         | （独立倶楽部） （31） | （近畿倶楽部） （12）          | 44     | 松方正義（1）   |
| 第3回  | 1894年（明治27年）3月1日  | 300  | 自由党 120         | 立憲改進党 60         | （国民協会） （35）   | （同志倶楽部） （24） | （同盟倶楽部） （18）          | 34     | 伊藤博文（2）   |
| 第4回  | 1894年（明治27年）9月1日  | 300  | 自由党 107         | 立憲改進党 49         | 立憲革新党 39         | （国民協会） （32）   | （帝国財政革新会） （5）       | 68     | 伊藤博文（2）   |
| 第5回  | 1898年（明治31年）3月15日 | 300  | 自由党 105         | 進歩党 104            | （国民協会） （29）   | （山下倶楽部） （26） | （同志倶楽部） （13）          | 23     | 伊藤博文（3）   |
| 第6回  | 1898年（明治31年）8月10日 | 300  | 憲政本党 124       | 憲政党 120            | （国民協会） （21）   | （日吉倶楽部） （9）  |                                | 26     | 大隈重信（1）   |
| 第7回  | 1902年（明治35年）8月10日 | 376  | 立憲政友会 191     | 憲政本党 95           | （壬寅会） （28）     | 帝国党 17             | （同志倶楽部） （13）          | 32     | 桂太郎（1）     |
| 第8回  | 1903年（明治36年）3月1日  | 376  | 立憲政友会 175     | 憲政本党 85           | （中正倶楽部） （31） | 帝国党 17             | （政友倶楽部） （13）          | 55     | 桂太郎（1）     |
| 第9回  | 1904年（明治37年）3月1日  | 379  | 立憲政友会 133     | 憲政本党 90           | （甲辰倶楽部） （39） | （無名倶楽部） （25） | 帝国党 19                      | 73     | 桂太郎（1）     |
| 第10回 | 1908年（明治41年）5月15日 | 379  | 立憲政友会 187     | 憲政本党 70           | （大同倶楽部） （29） | （猶興会） （29）     |                                | 64     | 西園寺公望（1） |
| 第11回 | 1912年（明治45年）5月15日 | 381  | 立憲政友会 209     | 立憲国民党 95         | （中央倶楽部） （31） |                       |                                | 46     | 西園寺公望（2） |
| 第12回 | 1915年（大正4年）3月25日  | 381  | 立憲同志会 153     | 立憲政友会 108        | 中正会 33             | 立憲国民党 27         | 大隈伯後援会 （公友倶楽部） 12 | 48     | 大隈重信（2）   |
| 第13回 | 1917年（大正6年）4月20日  | 381  | 立憲政友会 165     | 憲政会 121            | 立憲国民党 35         |                       |                                | 60     | 寺内正毅        |
| 第14回 | 1920年（大正9年）5月10日  | 464  | 立憲政友会 278     | 憲政会 110            | 立憲国民党 29         |                       |                                | 47     | 原敬            |
| 第15回 | 1924年（大正13年）5月10日 | 464  | 憲政会 151         | 政友本党 116          | 立憲政友会 100        | （中正倶楽部） （42） | 革新倶楽部 30                  | 25     | 加藤高明        |
| 第16回 | 1928年（昭和3年）2月20日  | 466  | 立憲政友会 218     | 立憲民政党 216        |                       |                       |                                | 32     | 田中義一        |
| 第17回 | 1930年（昭和5年）2月20日  | 466  | 立憲民政党 273     | 立憲政友会 174        | 国民同志会 6          |                       |                                | 13     | 濱口雄幸        |
| 第18回 | 1932年（昭和7年）2月20日  | 466  | 立憲政友会 301     | 立憲民政党 146        |                       |                       |                                | 19     | 犬養毅          |
| 第19回 | 1936年（昭和11年）2月20日 | 466  | 立憲民政党 205     | 立憲政友会 175        | 昭和会 20             | 社会大衆党 18         | 国民同盟 15                    | 33     | 岡田啓介        |
| 第20回 | 1937年（昭和12年）4月30日 | 466  | 立憲民政党 179     | 立憲政友会 175        | 社会大衆党 36         | 昭和会 18             | 国民同盟 11                    | 47     | 林銑十郎        |
| 第21回 | 1942年（昭和17年）4月30日 | 466  | （大政翼賛会） 381 |                       |                       |                       |                                | 85     | 東條英機        |

### 戦後（国会）：1946年 (昭和21年） - 現在
| 選挙回 | 年月日                     | 定数 | 第1党          | 第2党          | 第3党           | 第4党         | 第5党           | その他 | 総理大臣        |
| ------ | -------------------------- | ---- | -------------- | -------------- | --------------- | ------------- | --------------- | ------ | --------------- |
| 第22回 | 1946年（昭和21年）4月10日  | 466  | 日本自由党 141 | 日本進歩党 94  | 日本社会党 93   | 日本協同党 14 | 日本共産党 5    | 119    | 吉田茂（1）     |
| 第23回 | 1947年（昭和22年）4月25日  | 466  | 日本社会党 143 | 日本自由党 131 | 民主党 124      | 国民協同党 31 | 日本農民党 5    | 32     | 片山哲          |
| 第24回 | 1949年（昭和24年）1月23日  | 466  | 民主自由党 264 | 民主党 69      | 日本社会党 48   | 日本共産党 35 | 国民協同党 14   | 36     | 吉田茂（3）     |
| 第25回 | 1952年（昭和27年）10月1日  | 466  | 自由党 240     | 改進党 85      | 右派社会党 57   | 左派社会党 54 |                 | 30     | 吉田茂（4）     |
| 第26回 | 1953年（昭和28年）4月19日  | 466  | 自由党 199     | 改進党 76      | 左派社会党 72   | 右派社会党 66 | 分党派自由党 35 | 18     | 吉田茂（5）     |
| 第27回 | 1955年（昭和30年）2月27日  | 467  | 日本民主党 185 | 自由党 112     | 左派社会党 89   | 右派社会党 67 |                 | 14     | 鳩山一郎（2）   |
| 第28回 | 1958年（昭和33年）5月22日  | 467  | 自由民主党 287 | 日本社会党 166 |                 |               |                 | 14     | 岸信介（2）     |
| 第29回 | 1960年（昭和35年）11月20日 | 467  | 自由民主党 296 | 日本社会党 145 | 民主社会党 17   |               |                 | 9      | 池田勇人（2）   |
| 第30回 | 1963年（昭和38年）11月21日 | 467  | 自由民主党 283 | 日本社会党 144 | 民主社会党 23   | 日本共産党 5  |                 | 12     | 池田勇人（3）   |
| 第31回 | 1967年（昭和42年）1月29日  | 486  | 自由民主党 277 | 日本社会党 140 | 民主社会党 30   | 公明党 25     | 日本共産党 5    | 9      | 佐藤栄作（2）   |
| 第32回 | 1969年（昭和44年）12月27日 | 486  | 自由民主党 288 | 日本社会党 90  | 公明党 47       | 民主社会党 31 | 日本共産党 14   | 16     | 佐藤栄作（3）   |
| 第33回 | 1972年（昭和47年）12月10日 | 491  | 自由民主党 271 | 日本社会党 118 | 日本共産党 38   | 公明党 29     | 民社党 19       | 16     | 田中角栄（2）   |
| 第34回 | 1976年（昭和51年）12月5日  | 511  | 自由民主党 249 | 日本社会党 123 | 公明党 55       | 民社党 29     | 日本共産党 17   | 38     | 福田赳夫        |
| 第35回 | 1979年（昭和54年）10月7日  | 511  | 自由民主党 248 | 日本社会党 107 | 公明党 57       | 日本共産党 39 | 民社党 35       | 25     | 大平正芳（2）   |
| 第36回 | 1980年（昭和55年）6月22日  | 511  | 自由民主党 284 | 日本社会党 107 | 公明党 33       | 民社党 32     | 日本共産党 29   | 26     | 鈴木善幸        |
| 第37回 | 1983年（昭和58年）12月18日 | 511  | 自由民主党 250 | 日本社会党 112 | 公明党 58       | 民社党 38     | 日本共産党 26   | 27     | 中曽根康弘（2） |
| 第38回 | 1986年（昭和61年）7月6日   | 512  | 自由民主党 300 | 日本社会党 85  | 公明党 56       | 民社党 26     | 日本共産党 26   | 19     | 中曽根康弘（3） |
| 第39回 | 1990年（平成2年）2月18日   | 512  | 自由民主党 275 | 日本社会党 136 | 公明党 45       | 日本共産党 16 | 民社党 14       | 26     | 海部俊樹（2）   |
| 第40回 | 1993年（平成5年）7月18日   | 511  | 自由民主党 223 | 日本社会党 70  | 新生党 55       | 公明党 51     | 日本新党 35     | 77     | 細川護煕        |
| 第41回 | 1996年（平成8年）10月20日  | 500  | 自由民主党 239 | 新進党 156     | 民主党 52       | 日本共産党 26 | 社会民主党 15   | 12     | 橋本龍太郎（2） |
| 第42回 | 2000年（平成12年）6月25日  | 480  | 自由民主党 233 | 民主党 127     | 公明党 31       | 自由党 22     | 日本共産党 20   | 47     | 森喜朗（2）     |
| 第43回 | 2003年（平成15年）11月9日  | 480  | 自由民主党 237 | 民主党 177     | 公明党 34       | 日本共産党 9  | 社会民主党 6    | 17     | 小泉純一郎（2） |
| 第44回 | 2005年（平成17年）9月11日  | 480  | 自由民主党 296 | 民主党 113     | 公明党 31       | 日本共産党 9  | 社会民主党 7    | 24     | 小泉純一郎（3） |
| 第45回 | 2009年（平成21年）8月30日  | 480  | 民主党 308     | 自由民主党 119 | 公明党 21       | 日本共産党 9  | 社会民主党 7    | 16     | 鳩山由紀夫      |
| 第46回 | 2012年（平成24年）12月16日 | 480  | 自由民主党 294 | 民主党 57      | 日本維新の会 54 | 公明党 31     | みんなの党 18   | 26     | 安倍晋三（2）   |
| 第47回 | 2014年（平成26年）12月14日 | 475  | 自由民主党 291 | 民主党 73      | 維新の党 41     | 公明党 35     | 日本共産党 21   | 14     | 安倍晋三（3）   |
| 第48回 | 2017年（平成29年）10月22日 | 465  | 自由民主党 284 | 立憲民主党 55  | 希望の党 50     | 公明党 29     | 日本共産党 12   | 35     | 安倍晋三（4）   |
| 第49回 | 2021年（令和3年）10月31日  | 465  | 自由民主党 261 | 立憲民主党 96  | 日本維新の会 41 | 公明党 32     | 国民民主党 11   | 24     | 岸田文雄（2）   |
| 第50回 | 2024年（令和6年）10月27日  | 465  | 自由民主党 191 | 立憲民主党 148 | 日本維新の会 38 | 国民民主党 28 | 公明党 24       | 36     | 石破茂（2）     |

## 参議院

### 1947年 (昭和22年） - 現在
参議院議員の議席数。
| 選挙回 | 年月日                    | 定数 | 第1党          | 第2党         | 第3党           | 第4党           | 第5党               | その他 | 総理大臣               |
| ------ | ------------------------- | ---- | -------------- | ------------- | --------------- | --------------- | ------------------- | ------ | ---------------------- |
| 第1回  | 1947年（昭和22年）4月20日 | 250  | 日本社会党 47  | 日本自由党 38 | 民主党 28       | 国民協同党 9    | 日本共産党 4        | 124    | 片山哲                 |
| 第2回  | 1950年（昭和25年）6月4日  | 250  | 自由党 76      | 日本社会党 61 | （緑風会） 50   | 国民民主党 29   | 労働者農民党 5      | 29     | 吉田茂（3）            |
| 第3回  | 1953年（昭和28年）4月24日 | 250  | 自由党 93      | 左派社会党 40 | （緑風会） 34   | 右派社会党 26   | 改進党 15           | 42     | 吉田茂（5）            |
| 第4回  | 1956年（昭和31年）7月8日  | 250  | 自由民主党 122 | 日本社会党 80 | （緑風会） 31   |                 |                     | 17     | 石橋湛山 岸信介（1）   |
| 第5回  | 1959年（昭和34年）6月2日  | 250  | 自由民主党 132 | 日本社会党 85 | （緑風会） 11   |                 |                     | 22     | 岸信介（2）            |
| 第6回  | 1962年（昭和37年）7月1日  | 250  | 自由民主党 142 | 日本社会党 66 | 公明政治連盟 15 | 民主社会党 11   | （参議院同志会） 7  | 9      | 池田勇人（2）          |
| 第7回  | 1965年（昭和40年）7月4日  | 251  | 自由民主党 140 | 日本社会党 73 | 公明党 20       | 民主社会党 7    | 日本共産党 4        | 7      | 佐藤栄作（1）          |
| 第8回  | 1968年（昭和43年）7月7日  | 250  | 自由民主党 137 | 日本社会党 65 | 公明党 23       | 民社党 10       | 日本共産党 7        | 8      | 佐藤栄作（2）          |
| 第9回  | 1971年（昭和46年）6月27日 | 249  | 自由民主党 131 | 日本社会党 66 | 公明党 22       | 民社党 13       | 日本共産党 10       | 7      | 佐藤栄作（3）          |
| 第10回 | 1974年（昭和49年）7月7日  | 250  | 自由民主党 126 | 日本社会党 62 | 公明党 24       | 日本共産党 18   | 民社党 10           | 10     | 田中角栄（2）          |
| 第11回 | 1977年（昭和52年）7月10日 | 249  | 自由民主党 124 | 日本社会党 56 | 公明党 25       | 日本共産党 16   | 民社党 11           | 17     | 福田赳夫               |
| 第12回 | 1980年（昭和55年）6月22日 | 250  | 自由民主党 135 | 日本社会党 47 | 公明党 26       | 日本共産党 12   | 民社党 11           | 19     | 鈴木善幸               |
| 第13回 | 1983年（昭和58年）6月26日 | 252  | 自由民主党 137 | 日本社会党 44 | 公明党 27       | 日本共産党 14   | 民社党 11           | 19     | 中曽根康弘（2）        |
| 第14回 | 1986年（昭和61年）7月6日  | 252  | 自由民主党 143 | 日本社会党 41 | 公明党 24       | 日本共産党 16   | 民社党 12           | 16     | 中曽根康弘（3）        |
| 第15回 | 1989年（平成元年）7月23日 | 252  | 自由民主党 109 | 日本社会党 68 | 公明党 21       | 日本共産党 14   | （連合の会） 11     | 29     | 海部俊樹（1）          |
| 第16回 | 1992年（平成4年）7月26日  | 252  | 自由民主党 107 | 日本社会党 71 | 公明党 24       | 日本共産党 11   | （連合の会） 11     | 28     | 宮沢喜一               |
| 第17回 | 1995年（平成7年）7月23日  | 252  | 自由民主党 111 | 新進党 57     | 日本社会党 37   | 日本共産党 14   | 公明党 11           | 22     | 村山富市               |
| 第18回 | 1998年（平成10年）7月12日 | 252  | 自由民主党 103 | 民主党 47     | 日本共産党 23   | 公明党 22       | 社会民主党 13       | 44     | 小渕恵三               |
| 第19回 | 2001年（平成13年）7月29日 | 247  | 自由民主党 111 | 民主党 59     | 公明党 23       | 日本共産党 20   | 自由党 8            | 18     | 小泉純一郎（1）        |
| 第19回 | 2001年（平成13年）7月29日 | 247  | 自由民主党 111 | 民主党 59     | 公明党 23       | 日本共産党 20   | 社会民主党 8        | 18     | 小泉純一郎（1）        |
| 第20回 | 2004年（平成16年）7月11日 | 242  | 自由民主党 115 | 民主党 82     | 公明党 24       | 日本共産党 9    | 社会民主党 5        | 7      | 小泉純一郎（2）        |
| 第21回 | 2007年（平成19年）7月29日 | 242  | 民主党 109     | 自由民主党 83 | 公明党 20       | 日本共産党 7    | 社会民主党 5        | 18     | 安倍晋三（1） 福田康夫 |
| 第22回 | 2010年（平成22年）7月11日 | 242  | 民主党 106     | 自由民主党 84 | 公明党 19       | みんなの党 11   | 日本共産党 6        | 16     | 菅直人                 |
| 第23回 | 2013年（平成25年）7月21日 | 242  | 自由民主党 115 | 民主党 59     | 公明党 20       | みんなの党 18   | 日本共産党 11       | 19     | 安倍晋三（2）          |
| 第24回 | 2016年（平成28年）7月10日 | 242  | 自由民主党 121 | 民進党 49     | 公明党 25       | 日本共産党 14   | おおさか維新の会 12 | 21     | 安倍晋三（3）          |
| 第25回 | 2019年（令和元年）7月21日 | 245  | 自由民主党 113 | 立憲民主党 32 | 公明党 28       | 国民民主党 21   | 日本維新の会 16     | 35     | 安倍晋三（4）          |
| 第26回 | 2022年（令和4年）7月10日  | 248  | 自由民主党 119 | 立憲民主党 39 | 公明党 27       | 日本維新の会 21 | 日本共産党 11       | 31     | 岸田文雄（2）          |
| 第27回 | 2025年（令和7年）7月20日  | 248  | 自由民主党 101 | 立憲民主党 38 | 国民民主党 22   | 公明党 21       | 日本維新の会 19     | 47     | 石破茂（2）            |